# بيث دياني أرمسترونغ
بيث دياني أرمسترونغ (بالإنجليزية: Beth Diane Armstrong) هي نحّاتة جنوب أفريقية، ولدت في 1985 في نيلسبرويت في جنوب أفريقيا.